# غزالي إسماعيل
تان سري غزالي إسماعيل (مواليد 14 أبريل 1939) هو دبلوماسي ماليزي حاليا. تلقى تعليمه في كلية السلطان عبد الحميد وأكمل دراسته في عام 1956. ثم تابع تعليمه في كلية المالاي، كوالا كانجسار (MCKK) لمدة عامين. [1] وهو حاصل على درجة البكالوريوس في الآداب مع مرتبة الشرف في الآداب والعلوم الإنسانية من يونيفيرسيتي مالايا وحصل على دكتوراه فخرية من جامعة كيبانجسان ماليزيا.
ويشغل حاليا منصب رئيس لجنة حقوق الإنسان في ماليزيا (سوهاكام)

## الحياة المهنية
التحق غزالي إسماعيل بوزارة الخارجية الماليزية في عام 1962 وانتقل إلى منصب نائب الأمين العام للوزارة في عام 1985. وقبل تعيينه في هذا المنصب، شغل منصب المفوض السامي المساعد لماليزيا في مدراس من عام 1963 إلى عام 1964، سكرتير سفارة ماليزيا في باريس بين عامي 1966 و1968 ، المستشار في المفوضية العليا الماليزية في لندن من عام 1970 حتى عام 1972 والقائم بالأعمال في فينتيان من عام 1974 حتى عام 1976. كان فيما بعد السفير الماليزي في بولندا من 1978 إلى 1982 وإلى الهند بين عامي 1982 و1985.

### الأمم المتحدة
بعد توليه منصب نائب الأمين العام لوزارة الشؤون الخارجية الماليزية، ازداد انخراطه مع الأمم المتحدة. في عامي 1989 و 1990 ، ترأس الوفد الماليزي لدى الأمم المتحدة. في الوقت نفسه، كان رئيس مجلس الأمن للأمم المتحدة. من 1996 إلى 1997 ، أصبح رئيس الجمعية العامة للأمم المتحدة.

#### الممثل الدائم
في الماضي، كان يترأس الوفد الدبلوماسي الماليزي في العادة إلى مختلف الهيئات الإقليمية والدولية مثل رابطة دول جنوب شرق آسيا (ASEAN) وحركة عدم الانحياز. حتى قبل بضع سنوات، كان الممثل الدائم لماليزيا لدى الأمم المتحدة.

#### مبعوث خاص
حتى عام 2005 ، كان المبعوث الخاص للأمين العام للأمم المتحدة إلى ميانمار ولعب دورا محوريا في الإفراج عن أونغ سان سو كيي من الإقامة الجبرية في مايو 2002. ومع ذلك، تم استجوابه كمبعوث خاص للأمم المتحدة من قبل المسؤولين الأمريكيين في السفارة الكبل الذي تم إصداره عبر ويكيليكس، مدعيا علاقاته التجارية مع النظام العسكري البورمي. ولكن في وقت لاحق، منعه المجلس العسكري في ميانمار مراراً من دخوله إلى ميانمار، مما ساهم في قراره بالانسحاب من منصب المبعوث الخاص في ديسمبر / كانون الأول 2005.